# Afikoman
Afikoman – deser, kawałek macy, którą przewodniczący uroczystości sederowej na jej początku oddziela od reszty i ukrywa między poduszkami laan. Pod koniec posiłku jest wyjmowana i rozdzielana wśród siedzących przy stole. Jeśli jednak nie można jej znaleźć może okazać się, że została wcześniej wykradziona przez jedno z najmłodszych dzieci. W tym wypadku zostaje ona w rękach znalazcy jako nagroda, a ojciec musi swój "błąd" odpokutować. 
Symbolizuje mięso baranka paschalnego w sytuacji, gdy nie ma już pesach.